# Sankt Michaelisdonn
Sankt Michaelisdonn è un comune tedesco di 3 498 abitanti abitanti dello Schleswig-Holstein, nella Germania settentrionale.
Appartiene al circondario (Kreis) del Dithmarschen (targa HEI) ed è parte della comunità amministrativa (Amt) di Burg-Sankt Michaelisdonn.